# سقاية مراد باشا
سقاية مراد باشا
هذه السقاية أُنشأت للنفع العام من قبل مراد باشا، الذي كان واليا على بغداد للفترة من سنة 1570 حتى سنة 1571م، وقد أنشأها عند جامعه المعروف بجامع المرادية في محلة الميدان مقابل قلعة بغداد، وهو المبنى المعروف اليوم بمبنى وزارة الدفاع العراقية، وقد اشار إلى هذه السقاية المؤرخ التركي أوليا جلبي في مذكرات رحلته عند زيارته مدينة بغداد.